# Lijst van gemeentelijke monumenten in Roermond
De gemeente Roermond heeft 242 gemeentelijke monumenten. Hieronder een overzicht. 

## Asenray
De plaats Asenray kent 7 gemeentelijke monumenten:
| Object                | Bouwjaar               | Architect | Locatie     | Coördinaten                  | Nr.        | Afbeelding  |
| --------------------- | ---------------------- | --------- | ----------- | ---------------------------- | ---------- | ----------- |
| Woonhuis/boerderij    | 1850-1940 (1850- 1900) |           | Dorpsstraat | 51° 11' 37" NB, 6° 2' 54" OL | 0957/WN001 | Upload foto |
| Boerderij             | voor 1850 (1820- 1850) |           | Heide       | 51° 11' 25" NB, 6° 3' 21" OL | 0957/WN002 | Upload foto |
| Kerk                  | wederopbouw            |           | Kerkstraat  | 51° 11' 16" NB, 6° 2' 42" OL | 0957/WN003 | Upload foto |
| St Jozefschool        | 1850-1940 (1903)       |           | Kerkstraat  | 51° 11' 16" NB, 6° 2' 42" OL | 0957/WN004 | Upload foto |
| Woonhuis/boerderij    | voor 1850              |           | Spik        | 51° 11' 41" NB, 6° 1' 58" OL | 0957/WN005 | Upload foto |
| Trafohuisje           |                        |           | Spikkerweg  | 51° 11' 49" NB, 6° 2' 27" OL | 0957/WN006 | Upload foto |
| Boerderij: Straterhof | voor 1850              |           | Straat      | 51° 11' 8" NB, 6° 2' 7" OL   | 0957/WN007 | Upload foto |

## Asselt
De plaats Asselt kent 5 gemeentelijke monumenten:
| Object                                           | Bouwjaar            | Architect | Locatie                | Coördinaten                  | Nr.        | Afbeelding            |
| ------------------------------------------------ | ------------------- | --------- | ---------------------- | ---------------------------- | ---------- | --------------------- |
| Woonhuis                                         | 1880-1920           |           | Asseltsestraat 36      | 51° 13' 38" NB, 6° 1' 7" OL  | 0957/WN008 | Woonhuis              |
| Boerderij - Genoenhof                            | 1676 (herbouw 1904) |           | Naborchweg             | 51° 14' 3" NB, 6° 1' 45" OL  | 0957/WN009 | Boerderij - Genoenhof |
| Restanten 18de-eeuwse steenoven nabij de Ouborch | 1774                |           | Naborchweg             | 51° 14' 3" NB, 6° 1' 45" OL  | 0957/WN010 | Upload foto           |
| Boerderij - Syperhof/Sieperhof                   | 1672 - 19e eeuw     |           | Pastoor Pinckersstraat | 51° 13' 18" NB, 6° 0' 55" OL | 0957/WN011 | Upload foto           |
| Boerderij - Genaenhof                            | 1735 - 1769         |           | Schroefstraat          | 51° 13' 58" NB, 6° 1' 12" OL | 0957/WN012 | Boerderij - Genaenhof |

## Boukoul
De plaats Boukoul kent 3 gemeentelijke monumenten:
| Object               | Bouwjaar           | Architect | Locatie               | Coördinaten                  | Nr.        | Afbeelding  |
| -------------------- | ------------------ | --------- | --------------------- | ---------------------------- | ---------- | ----------- |
| H. Theresia kerk     | 1935, herbouw 1947 |           | Beneden Boukoul       | 51° 12' 54" NB, 6° 2' 44" OL | 0957/WN013 | Upload foto |
| Romeinse Weg         | Romeinse Tijd      |           | De Lanck - Hoenderweg | 51° 13' 38" NB, 6° 3' 33" OL | 0957/WN014 | Upload foto |
| Pastorie H. Theresia | 1935               |           | Kerkweg               | 51° 12' 54" NB, 6° 2' 55" OL | 0957/WN015 | Upload foto |

## Herten
De plaats Herten kent 11 gemeentelijke monumenten:
| Object                                                                                    | Bouwjaar                   | Architect     | Locatie          | Coördinaten                   | Nr.        | Afbeelding  |
| ----------------------------------------------------------------------------------------- | -------------------------- | ------------- | ---------------- | ----------------------------- | ---------- | ----------- |
| Woonhuis                                                                                  | 1850-1900                  |               | Broekstraat      | 51° 11' 9" NB, 5° 57' 9" OL   | 0957/WN016 | Upload foto |
| Wandtableau boven garage                                                                  | na 1945                    |               | Hondsbergje      | 51° 10' 59" NB, 5° 58' 15" OL | 0957/WN017 | Upload foto |
| Pastorie, woonhuis                                                                        | 1850-1940                  |               | Kerkpad          | 51° 10' 53" NB, 5° 57' 57" OL | 0957/WN018 | Upload foto |
| R,K. kerk                                                                                 | oorspr. 1881, herbouw 1955 |               | Kerkpad          | 51° 10' 53" NB, 5° 57' 57" OL | 0957/WN019 | Upload foto |
| Woonhuis                                                                                  | 1850-1900, ca. 1870        |               | Kerkpad          | 51° 10' 53" NB, 5° 57' 57" OL | 0957/WN020 | Upload foto |
| Langgevelboerderij                                                                        | XIX B                      |               | Kleine Kemp      | 51° 11' 17" NB, 5° 56' 53" OL | 0957/WN021 | Upload foto |
| Grote vrijstaande boerderij, markant gelegen op kruispunt met aanpalende bedrijfsgebouwen | 1737                       |               | Offerkamp        | 51° 10' 41" NB, 5° 58' 1" OL  | 0957/WN022 | Upload foto |
| Woonhuis                                                                                  | 1850-1940, ouder volume    |               | Oudeborgstraat   | 51° 10' 27" NB, 5° 57' 28" OL | 0957/WN023 | Upload foto |
| Trafohuisje                                                                               | 1935                       |               | Rijksweg         | 51° 9' 13" NB, 5° 56' 43" OL  | 0957/WN024 | Upload foto |
| Woonhuis, compleet in Amsterdamse School stijl met muurtje langs de straat, op hoek       | 1928                       | Henri Lemmens | Roermondsestraat | 51° 10' 51" NB, 5° 58' 6" OL  | 0957/WN025 | Upload foto |
| Voormalig gemeentehuis SPQH, bedrijfspand                                                 | 1905                       |               | Schoolstraat     | 51° 11' 0" NB, 5° 57' 42" OL  | 0957/WN026 | Upload foto |

## Leeuwen
De plaats Leeuwen kent 4 gemeentelijke monumenten:
| Object             | Bouwjaar | Architect | Locatie                             | Coördinaten                   | Nr.        | Afbeelding  |
| ------------------ | -------- | --------- | ----------------------------------- | ----------------------------- | ---------- | ----------- |
| Woonhuis           | ca. 1900 |           | Burgemeester Thomas Wackerstraat 15 | 51° 12' 44" NB, 5° 59' 56" OL | 0957/WN027 | Upload foto |
| Woonhuis/boerderij | ca. 1800 |           | Burgemeester Thomas Wackerstraat 48 | 51° 12' 36" NB, 6° 0' 11" OL  | 0957/WN028 | Upload foto |
| Woonhuis/boerderij | ca. 1880 |           | Schilbergsweg                       | 51° 12' 51" NB, 5° 59' 42" OL | 0957/WN030 | Upload foto |

### Vervallen
| Object                                                                 | Bouwjaar | Architect | Locatie                                         | Coördinaten                 | Nr.        | Afbeelding  |
| ---------------------------------------------------------------------- | -------- | --------- | ----------------------------------------------- | --------------------------- | ---------- | ----------- |
| Schuur bij woonhuis/boerderij (gesloopt en in monderne stijl herbouwd) | ca. 1800 |           | Burgemeester Thomas Wackerstraat 49-51, Leeuwen | 51° 12' 41" NB, 6° 0' 9" OL | 0957/WN029 | Upload foto |

## Maasniel
De plaats Maasniel kent 14 gemeentelijke monumenten:
| Object                                       | Bouwjaar  | Architect | Locatie        | Coördinaten                  | Nr.        | Afbeelding  |
| -------------------------------------------- | --------- | --------- | -------------- | ---------------------------- | ---------- | ----------- |
| Boerderij                                    | Voor 1850 |           | Beekweg        | 51° 11' 55" NB, 6° 0' 44" OL | 0957/WN031 | Upload foto |
| Schuur bij boerderij                         | 1850-1900 |           | Eiermarkt      | 51° 11' 47" NB, 6° 0' 39" OL | 0957/WN032 | Upload foto |
| Voormalige boerderij                         | Voor 1850 |           | Heuvel         | 51° 11' 49" NB, 6° 0' 46" OL | 0957/WN033 | Upload foto |
| Kantoor                                      | 1900-1920 |           | Julianalaan    | 51° 11' 59" NB, 6° 0' 31" OL | 0957/WN034 | Upload foto |
| Boerderij                                    | 1805-1900 |           | Julianalaan    | 51° 11' 59" NB, 6° 0' 31" OL | 0957/WN035 | Upload foto |
| Woonhuis                                     | 1930-1940 |           | Julianalaan    | 51° 11' 59" NB, 6° 0' 31" OL | 0957/WN036 | Upload foto |
| Woonhuis (eigenaar brouwerij Bremmers)       | 1920-1940 |           | Julianalaan    | 51° 11' 59" NB, 6° 0' 31" OL | 0957/WN037 | Upload foto |
| Boerderij                                    | 1850-1900 |           | Julianalaan    | 51° 11' 59" NB, 6° 0' 31" OL | 0957/WN038 | Upload foto |
| Boerderij                                    | Voor 1850 |           | Julianalaan    | 51° 11' 59" NB, 6° 0' 31" OL | 0957/WN039 | Upload foto |
| Woonhuis en bedrijfspand (vml. smid)         | 1883      |           | Raadhuisstraat | 51° 11' 55" NB, 6° 0' 46" OL | 0957/WN040 | Upload foto |
| Schuur                                       | Voor 1850 |           | Raadhuisstraat | 51° 11' 55" NB, 6° 0' 46" OL | 0957/WN041 | Upload foto |
| Appartementencomplex (vml. Laurentiusschool) | 1880-1920 |           | Wilhelminalaan | 51° 12' 9" NB, 6° 0' 37" OL  | 0957/WN042 | Upload foto |
| Woonhuis (vml. onderwijzerswoning)           | 1880-1920 |           | Wilhelminalaan | 51° 12' 9" NB, 6° 0' 37" OL  | 0957/WN043 | Upload foto |
| Tweetal woonhuizen                           | 1850-1940 |           | Wilhelminalaan | 51° 12' 9" NB, 6° 0' 37" OL  | 0957/WN044 | Upload foto |

## Roermond
De plaats Roermond kent 178 gemeentelijke monumenten:
| Object | Bouwjaar                                                                                           | Architect     | Locatie                    | Coördinaten                   | Nr.        | Afbeelding |
| --- | -------------------------------------------------------------------------------------------------- | ------------- | -------------------------- | ----------------------------- | ---------- | --- |
| Woonhuis/winkelpand | 1850-1940 (1850- 1940): volume op kadastrale minuut 1819 / pui wederopbouw                         |               | Bakkerstraat               | 51° 11' 30" NB, 5° 59' 15" OL | 0957/WN045 | Upload foto |
| Woonhuis/winkelpand | 1850-1940 (1850- 1900): volume op kadastrale minuut van 1819                                       |               | Bakkerstraat               | 51° 11' 30" NB, 5° 59' 15" OL | 0957/WN046 | Upload foto |
| Woonhuis/bedrijfspand; Steenweg 2, 2b                                                                                       | 1850-1940 (1910- 1920)                                                                             |               | Bergstraat                 | 51° 11' 40" NB, 5° 59' 8" OL  | 0957/WN047 | Upload foto |
| Groot Seminarie | 1850-1940: volume deels op kadastrale minuut van 1819                                              |               | Bethlehemstraat            | 51° 11' 47" NB, 5° 59' 22" OL | 0957/WN048 | Upload foto |
| Woonhuis/bedrijfspand | |               | Brugstraat                 | 51° 11' 41" NB, 5° 59' 5" OL  | 0957/WN049 | Upload foto |
| Woonhuis/bedrijfspand | 1850-1940 (1850- 1900): volume op kadastrale minuut 1819                                           |               | Brugstraat                 | 51° 11' 41" NB, 5° 59' 5" OL  | 0957/WN050 | Upload foto |
| Woonhuis/bedrijfspand | 1850-1940 (1850- 1900): volume op kadastrale minuut 1819 / pui wederopbouw                         |               | Brugstraat                 | 51° 11' 41" NB, 5° 59' 5" OL  | 0957/WN051 | Upload foto |
| Woonhuis/bedrijfspand | 1850-1940 (1850- 1900): volume op kadastrale minuut 1819                                           |               | Brugstraat                 | 51° 11' 41" NB, 5° 59' 5" OL  | 0957/WN052 | Upload foto |
| Kapel | 1860                                                                                               |               | De Weerd                   | 51° 12' 33" NB, 5° 58' 24" OL | 0957/WN053 | Upload foto |
| Woonhuis in traditionalistische stijl                                                                                       | ca. 1930                                                                                           |               | De Weerd                   | 51° 12' 33" NB, 5° 58' 24" OL | 0957/WN054 | Upload foto |
| Trafohuisje | 1950                                                                                               |               | De Weerd                   | 51° 12' 33" NB, 5° 58' 24" OL | 0957/WN055 | Upload foto |
| Trafohuisje | 1925-1930                                                                                          |               | De Weerd                   | 51° 12' 33" NB, 5° 58' 24" OL | 0957/WN056 | Upload foto |
| Trafohuisje | 1930                                                                                               |               | De Weerd                   | 51° 12' 33" NB, 5° 58' 24" OL | 0957/WN057 | Upload foto |
| Geschakelde arbeiderswoningen                                                                                               | ca. 1900                                                                                           |               | Dokter Leursstraat         | 51° 11' 26" NB, 5° 59' 3" OL  | 0957/WN058 | Upload foto |
| Woonhuis | 1850-1940                                                                                          |               | Dokter Leursstraat         | 51° 11' 26" NB, 5° 59' 3" OL  | 0957/WN059 | Upload foto |
| Woonhuis | 1850-1940                                                                                          |               | Dokter Leursstraat         | 51° 11' 26" NB, 5° 59' 3" OL  | 0957/WN060 | Upload foto |
| Bovenwoningen in stadsvilla met zeer bijzondere oranmenten                                                                  | 1850-1940                                                                                          |               | Dokter Leursstraat         | 51° 11' 26" NB, 5° 59' 3" OL  | 0957/WN061 | Upload foto |
| Woonhuis, dakrand, begane grond Jugendstil                                                                                  | 1850-1940                                                                                          |               | Dokter Leursstraat         | 51° 11' 26" NB, 5° 59' 3" OL  | 0957/WN062 | Upload foto |
| Geschakelde arbeiderswoningen                                                                                               | ca. 1900                                                                                           |               | Dokter Leurszijstraat      | 51° 11' 27" NB, 5° 59' 2" OL  | 0957/WN063 | Upload foto |
| Geschakelde arbeiderswoningen                                                                                               | ca. 1900                                                                                           |               | Dokter Leurszijstraat      | 51° 11' 27" NB, 5° 59' 2" OL  | 0957/WN064 | Upload foto |
| Langgevelboerderij | 1910                                                                                               |               | Gebroek                    | 51° 11' 8" NB, 6° 0' 10" OL   | 0957/WN065 | Upload foto |
| Kapelletje | 1880                                                                                               |               | Gebroek                    | 51° 11' 8" NB, 6° 0' 9" OL    | 0957/WN066 | Kapelletje |
| Pand in neorenaissance stijl                                                                                                | ca. 1890                                                                                           |               | Godsweerdersingel          | 51° 11' 39" NB, 5° 59' 36" OL | 0957/WN067 | Upload foto |
| Woonhuis/bedrijfspand: Knevelgraafstraat 16                                                                                 | 1850-1940 (1899)                                                                                   |               | Godsweerdersingel          | 51° 11' 39" NB, 5° 59' 36" OL | 0957/WN068 | Upload foto |
| Locomotief loods | ca. 1879                                                                                           |               | Godsweerdersingel          | 51° 11' 39" NB, 5° 59' 36" OL | 0957/WN069 | Upload foto |
| | |               | Grote Kerkstraat           | 51° 11' 47" NB, 5° 59' 6" OL  | 0957/WN070 | Upload foto |
| Woonhuis | 1850-1940 (1880- 1920)                                                                             |               | Grote Kerkstraat           | 51° 11' 47" NB, 5° 59' 6" OL  | 0957/WN071 | Upload foto |
| Woonhuis: pastorie | voor 1850                                                                                          |               | Grote Kerkstraat           | 51° 11' 47" NB, 5° 59' 6" OL  | 0957/WN072 | Upload foto |
| Toegangsweg tot stuw | |               | Grote Stadsweide           | 51° 11' 58" NB, 5° 59' 20" OL | 0957/WN073 | Upload foto |
| Woonhuis/bedrijfspand | 1850-1940 (1890- 1910)                                                                             |               | Hamstraat                  | 51° 11' 35" NB, 5° 59' 26" OL | 0957/WN074 | Upload foto |
| Gevelkunst | na 1945                                                                                            |               | Hamstraat                  | 51° 11' 35" NB, 5° 59' 26" OL | 0957/WN075 | Upload foto |
| Woonhuis/bedrijfspand | 1850-1940 (1900)                                                                                   |               | Hamstraat                  | 51° 11' 35" NB, 5° 59' 26" OL | 0957/WN076 | Upload foto |
| Joodse synagoge | na 1945                                                                                            |               | Hamstraat                  | 51° 11' 35" NB, 5° 59' 26" OL | 0957/WN077 | Upload foto |
| Woonhuis/bedrijfspand (oude bioscoop)                                                                                       | 1850-1940 (1850- 1900)                                                                             |               | Hamstraat                  | 51° 11' 35" NB, 5° 59' 26" OL | 0957/WN078 | Upload foto |
| Arbeiderswoning met stal | 1749?                                                                                              |               | Heidebaan                  | 51° 10' 40" NB, 6° 0' 46" OL  | 0957/WN079 | Upload foto |
| Hofboerderij | ca. 1900                                                                                           |               | Heidebaan                  | 51° 10' 40" NB, 6° 0' 46" OL  | 0957/WN080 | Upload foto |
| Woonhuis/bedrijfspand | 1850-1940 (1850- 1900): volume op kadastrale minuut 1819                                           |               | Heilige Geeststraat        | 51° 11' 43" NB, 5° 59' 20" OL | 0957/WN081 | Upload foto |
| Woonhuis: samen met Heilige Geeststraat 4 en Munsterstraat 1, 1b/d een complex                                              | 1850-1940 (1850- 1900): volume op kadastrale minuut 1819                                           |               | Heilige Geeststraat        | 51° 11' 43" NB, 5° 59' 20" OL | 0957/WN082 | Upload foto |
| Woonhuis/bedrijfspand | 1850-1940 (1880- 1920): volume op kadastrale minuut 1819                                           |               | Heilige Geeststraat        | 51° 11' 43" NB, 5° 59' 20" OL | 0957/WN083 | Upload foto |
| Woonhuis/bedrijfspand | 1850-1940 (1850- 1900): samen met Lindanusstraat 1, 3 als een volume op kadastrale minuut van 1819 |               | Heilige Geeststraat        | 51° 11' 43" NB, 5° 59' 20" OL | 0957/WN084 | Upload foto |
| Schöndeln schoolgebouw | |               | Heinsbergerweg             | 51° 10' 22" NB, 6° 0' 8" OL   | 0957/WN085 | Upload foto |
| Bedrijfspand met schilddak                                                                                                  | 1919                                                                                               |               | Hendriklaan                | 51° 11' 16" NB, 5° 59' 49" OL | 0957/WN086 | Upload foto |
| Woonhuis | 1850-1940 (1850- 1900): volume verschijnt samen met 3 op kadastrale minuut 1819                    |               | Herkenbosscherweg          | 51° 10' 51" NB, 6° 0' 1" OL   | 0957/WN087 | Upload foto |
| Woonhuis | 1850-1940 (1850- 1900): volume verschijnt samen met 1 op kadastrale minuut 1819                    |               | Herkenbosscherweg          | 51° 10' 51" NB, 6° 0' 1" OL   | 0957/WN088 | Upload foto |
| Woonhuis | wederopbouw                                                                                        |               | Herkenbosscherweg          | 51° 10' 51" NB, 6° 0' 1" OL   | 0957/WN089 | Upload foto |
| Schoolgebouw | 1920                                                                                               |               | Herkenbosscherweg          | 51° 10' 51" NB, 6° 0' 1" OL   | 0957/WN090 | Upload foto |
| Woonhuis | wederopbouw                                                                                        |               | Herkenbosscherweg          | 51° 10' 51" NB, 6° 0' 1" OL   | 0957/WN091 | Upload foto |
| Oude boerderij, U- vormig, jaartal 1713 boven ingang                                                                        | Voor 1850                                                                                          |               | Hoflaan                    | 51° 10' 54" NB, 5° 58' 56" OL | 0957/WN092 | Upload foto |
| Boerderij annex herenhuis met daaraan vastgebouwd de schuur en aan de overzijde van het erf de stal (aan de Maastrichtereg) | Voor 1850                                                                                          |               | Hoflaan                    | 51° 10' 54" NB, 5° 58' 56" OL | 0957/WN093 | Upload foto |
| Maasbrug | |               | Hornerweg / Maasbrug       | 51° 11' 54" NB, 5° 58' 49" OL | 0957/WN094 | Maasbrug |
| Voormalige school | na 1945                                                                                            |               | Javastraat                 | 51° 10' 36" NB, 6° 0' 2" OL   | 0957/WN095 | Upload foto |
| Woonhuis | 1850-1940 (1850- 1900): volume op kadastrale minuut van 1819                                       |               | Jesuitenstraat             | 51° 11' 45" NB, 5° 59' 14" OL | 0957/WN096 | Upload foto |
| Dubbel herenhuis | 1880-1890                                                                                          |               | Kapellerlaan               | 51° 11' 5" NB, 5° 59' 36" OL  | 0957/WN097 | Dubbel herenhuis |
| Dubbel herenhuis | 1880-1890                                                                                          |               | Kapellerlaan               | 51° 11' 5" NB, 5° 59' 36" OL  | 0957/WN098 | Dubbel herenhuis |
| Huis in gevelrij, ornamenten rond ramen, deur en onder dakrand, glas in lood                                                | 1850-1885                                                                                          | Frans Rouleau | Kapellerlaan 51            | 51° 11' 5" NB, 5° 59' 36" OL  | 0957/WN099 | Huis in gevelrij, ornamenten rond ramen, deur en onder dakrand, glas in lood                                               |
| Tweelaagse woningen met mezzanino in neo- renaissancestijl                                                                  | ca. 1905                                                                                           |               | Kapellerlaan               | 51° 11' 5" NB, 5° 59' 36" OL  | 0957/WN100 | Tweelaagse woningen met mezzanino in neo- renaissancestijl                                                                 |
| Woonhuis in eclectische stijl                                                                                               | ca. 1885                                                                                           |               | Kapellerlaan               | 51° 11' 5" NB, 5° 59' 36" OL  | 0957/WN101 | Woonhuis in eclectische stijl                                                                                              |
| Woonhuis in eclectische stijl (palladio venster rondboog, zij 2 vensters recht en triomfboogvorm)                           | 1885                                                                                               |               | Kapellerlaan               | 51° 11' 5" NB, 5° 59' 36" OL  | 0957/WN102 | Woonhuis in eclectische stijl (palladio venster rondboog, zij 2 vensters recht en triomfboogvorm)                          |
| Woonhuis in eclectische stijl                                                                                               | ca. 1890                                                                                           |               | Kapellerlaan               | 51° 11' 5" NB, 5° 59' 36" OL  | 0957/WN103 | Woonhuis in eclectische stijl                                                                                              |
| Woonhuis op eclectische basis in bijzondere vormgeving                                                                      | ca. 1890                                                                                           |               | Kapellerlaan               | 51° 11' 5" NB, 5° 59' 36" OL  | 0957/WN104 | Woonhuis op eclectische basis in bijzondere vormgeving                                                                     |
| Woonhuis in eclectische stijl met onderverdieping in originele staat??                                                      | ca. 1885                                                                                           |               | Kapellerlaan               | 51° 11' 5" NB, 5° 59' 36" OL  | 0957/WN105 | Woonhuis in eclectische stijl met onderverdieping in originele staat??                                                     |
| Woonhuis in klassieke stijl                                                                                                 | ca. 1880                                                                                           |               | Kapellerlaan               | 51° 11' 5" NB, 5° 59' 36" OL  | 0957/WN106 | Woonhuis in klassieke stijl                                                                                                |
| Woonhuis in eclectische stijl                                                                                               | ca. 1880                                                                                           |               | Kapellerlaan               | 51° 11' 5" NB, 5° 59' 36" OL  | 0957/WN107 | Woonhuis in eclectische stijl                                                                                              |
| Herenhuis | ca. 1890                                                                                           |               | Kapellerlaan               | 51° 11' 5" NB, 5° 59' 36" OL  | 0957/WN108 | Herenhuis |
| 3 woningen met lijstgevels en hardstenen deuromlijstingen                                                                   | ca. 1885                                                                                           |               | Kapellerlaan               | 51° 11' 5" NB, 5° 59' 36" OL  | 0957/WN109 | 3 woningen met lijstgevels en hardstenen deuromlijstingen                                                                  |
| Villa in eclectische stijl                                                                                                  | ca. 1890                                                                                           |               | Kapellerlaan               | 51° 11' 5" NB, 5° 59' 36" OL  | 0957/WN110 | Villa in eclectische stijl                                                                                                 |
| Drie verdiepingen hoog pand gevelrij, ornamenten rondom de ramen, glas in lood                                              | 1850-1940                                                                                          |               | Kapellerlaan               | 51° 11' 5" NB, 5° 59' 36" OL  | 0957/WN111 | Drie verdiepingen hoog pand gevelrij, ornamenten rondom de ramen, glas in lood                                             |
| Volumineus kantoorpand, bescheiden ornamenten, dakvensters in stijl                                                         | 1850-1940                                                                                          |               | Kapellerlaan               | 51° 11' 5" NB, 5° 59' 36" OL  | 0957/WN112 | Meer afbeeldingen |
| Rij tweelaagse woningen met mezzanino in neo- renaissancestijl                                                              | ca. 1905                                                                                           |               | Kapellerlaan               | 51° 11' 5" NB, 5° 59' 36" OL  | 0957/WN113 | Rij tweelaagse woningen met mezzanino in neo- renaissancestijl                                                             |
| Herenhuis, baksteenvariaties, dakraam, balkon, dakrand                                                                      | 1850-1940                                                                                          |               | Kapellerpoort 12           | 51° 11' 20" NB, 5° 59' 17" OL | 0957/WN114 | Upload foto |
| Dubbel herenhuis, symmetrisch, fraaie uitbouwen doorlopend in dakkapel, regenpijp                                           | 1850-1940                                                                                          |               | Kapellerpoort 8-10         | 51° 11' 20" NB, 5° 59' 17" OL | 0957/WN115 | Upload foto |
| Wandtableau | na 1945                                                                                            |               | Kloosterwandplein          | 51° 11' 31" NB, 5° 59' 22" OL | 0957/WN116 | Upload foto |
| Woonhuis | 1850-1940 (1850- 1900): volume op kadastrale minuut van 1819                                       |               | Kloosterwandstraat         | 51° 11' 32" NB, 5° 59' 23" OL | 0957/WN117 | Upload foto |
| Geschakelde arbeiderswoningen                                                                                               | ca. 1920 invloed Amsterdamse School                                                                |               | Kon.Regentesselaan         | 51° 11' 21" NB, 5° 59' 53" OL | 0957/WN118 | Geschakelde arbeiderswoningen                                                                                              |
| Woonhuis | 1850-1940 (1894): volume op kadastrale minuut van 1819                                             |               | Lindanusstraat             | 51° 11' 45" NB, 5° 59' 18" OL | 0957/WN119 | Upload foto |
| Woonhuis | 1850-1940 (1880- 1920)                                                                             |               | Lindanusstraat             | 51° 11' 45" NB, 5° 59' 18" OL | 0957/WN120 | Upload foto |
| Woonhuis/bedrijfspand: Heilige Geeststraat 27                                                                               | 1850-1940 (1850- 1900): samen met 1 en 3 als een volume op kadastrale minuut van 1819              |               | Lindanusstraat             | 51° 11' 45" NB, 5° 59' 18" OL | 0957/WN121 | Upload foto |
| Woonhuizen | 1850-1940 (1880- 1920): kleine volumes op kadastrale minuut van 1819                               |               | Lindanusstraat             | 51° 11' 45" NB, 5° 59' 18" OL | 0957/WN122 | Upload foto |
| Gevelkunst | na 1945                                                                                            |               | Luifelstraat               | 51° 11' 44" NB, 5° 59' 6" OL  | 0957/WN123 | Upload foto |
| Brug | na 1945                                                                                            |               | Maasbrug                   | 51° 11' 54" NB, 5° 58' 49" OL | 0957/WN124 | Brug |
| Woonhuis/bedrijfspand; aan achterzijde Luifelstraat 7c                                                                      | 1850-1940 (1850- 1900): volume op kadastrale minuut van 1819                                       |               | Markt                      | 51° 11' 44" NB, 5° 59' 7" OL  | 0957/WN125 | Upload foto |
| Gemeentehuis: entrée | voor 1850                                                                                          |               | Markt                      | 51° 11' 44" NB, 5° 59' 7" OL  | 0957/WN126 | Gemeentehuis: entrée |
| Glas-in-Lood vensters | na 1945                                                                                            |               | Markt                      | 51° 11' 44" NB, 5° 59' 7" OL  | 0957/WN127 | Upload foto |
| Woonhuis/bedrijfspand | wederopbouw: volume op kadastrale minuut van 1819                                                  |               | Markt                      | 51° 11' 44" NB, 5° 59' 7" OL  | 0957/WN128 | Upload foto |
| Winkel met bovenwoning | oudste deel 16de eeuw                                                                              |               | Marktstraat                | 51° 11' 42" NB, 5° 59' 7" OL  | 0957/WN129 | Upload foto |
| Gevelkunst | na 1945                                                                                            |               | Marktstraat                | 51° 11' 42" NB, 5° 59' 7" OL  | 0957/WN130 | Upload foto |
| Trafohuisje | ca. 1925                                                                                           |               | Mgr. Driessenstraat        | 51° 11' 29" NB, 5° 59' 53" OL | 0957/WN131 | Upload foto |
| Woonhuis | na 1945                                                                                            |               | Mgr. Van Gilsstraat        | 51° 11' 21" NB, 5° 59' 14" OL | 0957/WN132 | Upload foto |
| Heilig Geestkerk | Wederopbouw                                                                                        |               | Minderbroederssingel       | 51° 11' 28" NB, 5° 59' 8" OL  | 0957/WN133 | Upload foto |
| Stadsvilla met zeer bijzondere ornamenten, topgevel, overdwars balkon met koepels, glas in lood                             | 1850-1940                                                                                          |               | Minderbroederssingel       | 51° 11' 28" NB, 5° 59' 8" OL  | 0957/WN134 | Upload foto |
| Woonhuis/bedrijfspand | 1850-1940 (1880- 1920)                                                                             |               | Minderbroederssingel       | 51° 11' 28" NB, 5° 59' 8" OL  | 0957/WN135 | Upload foto |
| Woonhuis/bedrijfspand | 1850-1940 (1850- 1900): volume op kadastrale minuut van 1819                                       |               | Minderbroedersstraat       | 51° 11' 30" NB, 5° 59' 11" OL | 0957/WN136 | Upload foto |
| School | na 1945                                                                                            |               | Minister Beverstraat       | 51° 11' 39" NB, 6° 0' 4" OL   | 0957/WN137 | Upload foto |
| Woonhuis/bedrijfspand: Neerstraat 46                                                                                        | 1850-1940 (1880- 1920): volume op kadastrale minuut van 1819                                       |               | Molenstraat                | 51° 11' 36" NB, 5° 59' 7" OL  | 0957/WN138 | Woonhuis/bedrijfspand: Neerstraat 46                                                                                       |
| Tweelaags dwarshuis met zadeldak                                                                                            | 1751                                                                                               |               | Molenweg                   | 51° 11' 26" NB, 5° 58' 53" OL | 0957/WN139 | Upload foto |
| Panden in gevelrij, bij fabriek, fraaie daklijst                                                                            | 1850-1940                                                                                          |               | Molenweg                   | 51° 11' 26" NB, 5° 58' 53" OL | 0957/WN140 | Upload foto |
| Bruggetje Klein Hellegat | |               | Molenweg                   | 51° 11' 26" NB, 5° 58' 53" OL | 0957/WN141 | Meer afbeeldingen |
| Mortuarium | ca. 1930                                                                                           |               | Monseigneur Driessenstraat | 51° 11' 29" NB, 5° 59' 57" OL | 0957/WN142 | Mortuarium |
| Woonhuis/bedrijfspand: Paredisstraat 16                                                                                     | 1850-1940 (1850- 1900): volume op kadastrale minuut van 1819                                       |               | Munsterplein               | 51° 11' 37" NB, 5° 59' 17" OL | 0957/WN143 | Upload foto |
| Woonhuis/bedrijfspand | 1850-1940 (1880- 1920): volume op kadastrale minuut van 1819                                       |               | Munsterplein               | 51° 11' 37" NB, 5° 59' 17" OL | 0957/WN144 | Upload foto |
| Woonhuis/bedrijfspand | 1850-1940: een volume op kadastrale minuut van 1819                                                |               | Munsterplein               | 51° 11' 37" NB, 5° 59' 17" OL | 0957/WN145 | Upload foto |
| Woonhuis/bedrijfspand | 1850-1940 (1850- 1900): kleinere volumes met zelfde contouren op kadastrale minuutkaart van 1819   |               | Munsterplein               | 51° 11' 37" NB, 5° 59' 17" OL | 0957/WN146 | Upload foto |
| Woonhuis/bedrijfspand | 1850-1940 (1880- 1920):                                                                            |               | Munsterplein               | 51° 11' 37" NB, 5° 59' 17" OL | 0957/WN147 | Upload foto |
| Gevelkunst | na 1945                                                                                            |               | Munsterplein               | 51° 11' 37" NB, 5° 59' 17" OL | 0957/WN148 | Upload foto |
| Woonhuis: Heilige Geeststraat 2 en 4                                                                                        | 1850-1940 (1850- 1900): volume op kadastrale minuut van 1819                                       |               | Munsterstraat              | 51° 11' 40" NB, 5° 59' 17" OL | 0957/WN149 | Upload foto |
| Woonhuis/bedrijfspand | 1850-1940 (1850- 1900): volumes op kadastrale minuut van 1819                                      |               | Neerstraat                 | 51° 11' 35" NB, 5° 59' 8" OL  | 0957/WN150 | Upload foto |
| Woonhuis/bedrijfspand; Molenstraat 15                                                                                       | 1850-1940 (1890- 1910): volume op kadastrale minuut van 1819                                       |               | Neerstraat                 | 51° 11' 35" NB, 5° 59' 8" OL  | 0957/WN151 | Upload foto |
| Woonhuis | 1850-1940 (1890- 1910): volumes op kadastrale minuut van 1819                                      |               | Neerstraat                 | 51° 11' 35" NB, 5° 59' 8" OL  | 0957/WN152 | Upload foto |
| Woonhuis/bedrijfspand | 1850-1940 (1850- 1900): middendeel van groter volume op kadastrale minuut van 1819                 |               | Neerstraat                 | 51° 11' 35" NB, 5° 59' 8" OL  | 0957/WN153 | Upload foto |
| Woonhuis/bedrijfspand | 1850-1940 (1897): volume op kadastrale minuut van 1819                                             |               | Neerstraat                 | 51° 11' 35" NB, 5° 59' 8" OL  | 0957/WN154 | Upload foto |
| Pomp | |               | Neerstraat                 | 51° 11' 35" NB, 5° 59' 8" OL  | 0957/WN155 | Pomp |
| Tv-toren | na 1945                                                                                            |               | Op de Meuleberg            | 51° 11' 1" NB, 5° 58' 36" OL  | 0957/WN156 | Tv-toren |
| Spoortunnel | na 1945                                                                                            |               | Oranjelaan                 | 51° 11' 31" NB, 6° 0' 39" OL  | 0957/WN157 | Upload foto |
| Woonhuis/bedrijfspand | voor 1850; pui 1850-1940                                                                           |               | Paredisstraat              | 51° 11' 35" NB, 5° 59' 11" OL | 0957/WN158 | Upload foto |
| Woonhuis/bedrijfspand | 1850-1940 (1850- 1900): volume op kadastrale minuut van 1819                                       |               | Paredisstraat              | 51° 11' 35" NB, 5° 59' 11" OL | 0957/WN159 | Upload foto |
| Woonhuis | 1850-1940 (ca. 1850): onderdeel van groot volume op kadastrale minuut van 1819                     |               | Paredisstraat              | 51° 11' 35" NB, 5° 59' 11" OL | 0957/WN160 | Upload foto |
| Woonhuis: Grote Kerkstraat 27                                                                                               | 1850-1940 (1880- 1920): klein hoekpand op deze locatie op kadastrale minuut van 1819               | Jan Jorna     | Pastoorswal                | 51° 11' 51" NB, 5° 59' 15" OL | 0957/WN161 | Woonhuis: Grote Kerkstraat 27                                                                                              |
| Woonhuis | 1850-1940 (1850- 1900)                                                                             |               | Pastoorswal                | 51° 11' 51" NB, 5° 59' 15" OL | 0957/WN162 | Upload foto |
| Woonhuis | 1850-1940 (1850- 1900): klein volume op kadastrale minuut van 1819                                 |               | Pastoorswal                | 51° 11' 51" NB, 5° 59' 15" OL | 0957/WN163 | Upload foto |
| Houten huis | na 1945                                                                                            |               | Pater Bleyslaan            | 51° 10' 41" NB, 5° 59' 43" OL | 0957/WN164 | Upload foto |
| Houten huis | na 1945                                                                                            |               | Pater Bleyslaan            | 51° 10' 41" NB, 5° 59' 43" OL | 0957/WN165 | Upload foto |
| Tuinkoepel | 1870                                                                                               |               | Petrus Polliusstraat       | 51° 10' 39" NB, 5° 59' 47" OL | 0957/WN166 | Upload foto |
| Voormalige Kampina fabriek, kantoren                                                                                        | na 1945                                                                                            |               | Prins Bernhardstraat       | 51° 11' 10" NB, 5° 59' 45" OL | 0957/WN167 | Voormalige Kampina fabriek, kantoren                                                                                       |
| Ingangsportaal zuidgevel | na 1945                                                                                            |               | Roerderweg                 | 51° 10' 54" NB, 5° 58' 44" OL | 0957/WN168 | Upload foto |
| Woonhuis/bedrijfspand | 1850-1940: volume op kadastrale minuut van 1819                                                    |               | Roerkade                   | 51° 11' 43" NB, 5° 59' 2" OL  | 0957/WN169 | Upload foto |
| Woonhuis/bedrijfspand | 1850-1940 (ca. 1850): volume op kadastrale minuut van 1819                                         |               | Roerkade                   | 51° 11' 43" NB, 5° 59' 2" OL  | 0957/WN170 | Upload foto |
| Arbeiderswoningen | 1900                                                                                               |               | Roermondsestraat           | 51° 11' 8" NB, 6° 0' 4" OL    | 0957/WN171 | Arbeiderswoningen |
| Winkel / winkelmagazijn samen met Steenweg 1                                                                                | 1906                                                                                               |               | Schoenmakersstraat         | 51° 11' 42" NB, 5° 59' 16" OL | 0957/WN172 | Upload foto |
| Woonhuis | 1850-1940 (1850- 1900): volume op kadastrale minuut van 1819                                       |               | Schuitenberg               | 51° 11' 27" NB, 5° 59' 19" OL | 0957/WN173 | Upload foto |
| Woonhuis/bedrijfspand | 1850-1940 (1880- 1920): volume op kadastrale minuut van 1819                                       |               | Sint Christoffelstraat     | 51° 11' 33" NB, 5° 59' 16" OL | 0957/WN174 | Upload foto |
| Woonhuis/bedrijfspand | 1850-1940 (1850- 1900): nr 18 op kadastrale minuut van 1819                                        |               | Sint Christoffelstraat     | 51° 11' 33" NB, 5° 59' 16" OL | 0957/WN175 | Upload foto |
| Woonhuis/bedrijfspand: Willem II Singel 16                                                                                  | 1850-1940 (1850- 1900)                                                                             |               | Sint Corneliusstraat       | 51° 11' 28" NB, 5° 59' 29" OL | 0957/WN176 | Upload foto |
| Woonhuis | 1840?                                                                                              |               | Sint Jansstraat            | 51° 11' 49" NB, 5° 59' 15" OL | 0957/WN177 | Upload foto |
| Seinwachtershuisje | na 1945                                                                                            |               | Slachthuisstraat           | 51° 11' 53" NB, 5° 59' 50" OL | 0957/WN178 | Seinwachtershuisje |
| Woonhuis | ca. 1870                                                                                           |               | Stationsplein 4            | 51° 11' 32" NB, 5° 59' 35" OL | 0957/WN179 | Woonhuis |
| Woonhuis | ca. 1870                                                                                           |               | Stationsplein 5-6          | 51° 11' 32" NB, 5° 59' 35" OL | 0957/WN180 | Woonhuis |
| Woonhuis | ca. 1870                                                                                           |               | Stationsplein 7            | 51° 11' 32" NB, 5° 59' 35" OL | 0957/WN181 | Woonhuis |
| Woonhuis | 1850-1940 (1893): volume op kadastrale minuut van 1819                                             |               | Steegstraat                | 51° 11' 52" NB, 5° 59' 29" OL | 0957/WN182 | Upload foto |
| Winkel met bovenwoning | ca. 1550                                                                                           |               | Steenweg                   | 51° 11' 39" NB, 5° 59' 13" OL | 0957/WN183 | Upload foto |
| Woonhuis/bedrijfspand | 1850-1940 (1890- 1910): volume op kadastrale minuut                                                |               | Steenweg                   | 51° 11' 39" NB, 5° 59' 13" OL | 0957/WN184 | Upload foto |
| Woonhuis/bedrijfspand | 1850-1940 (1850- 1900): twee smalle volumes op kadastrale minuut van 1819                          |               | Steenweg                   | 51° 11' 39" NB, 5° 59' 13" OL | 0957/WN185 | Woonhuis/bedrijfspand |
| Bedrijfspand | |               | Steenweg                   | 51° 11' 39" NB, 5° 59' 13" OL | 0957/WN186 | Upload foto |
| Woonhuis/bedrijfspand | 1850-1940 (1890- 1910): volume op kadastrale minuut                                                |               | Steenweg                   | 51° 11' 39" NB, 5° 59' 13" OL | 0957/WN187 | Upload foto |
| Woonhuis | 1850-1940 (1850- 1900): samen met 21 een volume op kadastrale minuut van 1819                      |               | Swalmerstraat              | 51° 11' 48" NB, 5° 59' 17" OL | 0957/WN188 | Upload foto |
| Woonhuis | 1850-1940                                                                                          |               | Swalmerstraat              | 51° 11' 48" NB, 5° 59' 17" OL | 0957/WN189 | Upload foto |
| Groot Seminarie: Bethlehemstraat 1, 3, 5, 7, 9, 11                                                                          | 1850-1940 (1900- 1940): grote delen aanwezig op kadastrale minuut                                  |               | Swalmerstraat              | 51° 11' 48" NB, 5° 59' 17" OL | 0957/WN190 | Upload foto |
| Woonhuis | 1850-1940 (1850- 1900): volume op kadastrale minuut van 1819                                       |               | Swalmerstraat              | 51° 11' 48" NB, 5° 59' 17" OL | 0957/WN191 | Upload foto |
| Woonhuis/bedrijfspand | 1850-1940 (1850- 1900): samen met Markt 35 als een volume op kadastrale minuut van 1819            |               | Varkensmarkt               | 51° 11' 43" NB, 5° 59' 10" OL | 0957/WN192 | Upload foto |
| Woonhuis/bedrijfspand | 1850-1940 (1850- 1900): hoekvolume op kadastrale minuut van 1819                                   |               | Varkensmarkt               | 51° 11' 43" NB, 5° 59' 10" OL | 0957/WN193 | Upload foto |
| Woonhuis/bedrijfspand | 1850-1940 (1850- 1900): twee volumes op kadastrale minuut van 1819                                 |               | Varkensmarkt               | 51° 11' 43" NB, 5° 59' 10" OL | 0957/WN194 | Upload foto |
| Woonhuis/bedrijfspand | 1850-1940 (1850- 1900): samen met 4 en 8 als een groot volume op kadastrale minuut van 1819        |               | Varkensmarkt               | 51° 11' 43" NB, 5° 59' 10" OL | 0957/WN195 | Upload foto |
| Bedrijfspand | ca. 1840                                                                                           |               | Veeladingstraat            | 51° 11' 24" NB, 5° 59' 31" OL | 0957/WN196 | Bedrijfspand |
| Woonhuis | 1850-1940 (ca. 1850): volume op kadastrale minuut van 1819                                         |               | Venlosepoort               | 51° 11' 50" NB, 5° 59' 32" OL | 0957/WN197 | Upload foto |
| Woonhuis | voor 1850 (1800- 1850): samen met 9 als een volume op kadastrale minuut van 1819                   |               | Venlosepoort               | 51° 11' 50" NB, 5° 59' 32" OL | 0957/WN198 | Upload foto |
| Woonhuis/bedrijfspand: Wilhelminaplein 23                                                                                   | voor 1850: pui 1850-1940 (1920- 1940)                                                              |               | Venlosepoort               | 51° 11' 50" NB, 5° 59' 32" OL | 0957/WN199 | Upload foto |
| Woonhuizen met baksteenversiering om entree en in topgevel, gescheiden door poorten met overeenkomstige baksteenversiering  | ca. 1915                                                                                           |               | Vondelstraat               | 51° 11' 17" NB, 5° 59' 56" OL | 0957/WN200 | Woonhuizen met baksteenversiering om entree en in topgevel, gescheiden door poorten met overeenkomstige baksteenversiering |
| Woonhuis | 1850-1940 (1890- 1910)                                                                             |               | Voogdijstraat              | 51° 11' 46" NB, 5° 59' 30" OL | 0957/WN201 | Upload foto |
| Woonhuis | 1850-1940 (1920- 1940)                                                                             |               | Voogdijstraat              | 51° 11' 46" NB, 5° 59' 30" OL | 0957/WN202 | Upload foto |
| Herenhuis, gevelsteen 1883                                                                                                  | 1850-1940                                                                                          |               | Voorstad St. Jacob         | 51° 11' 28" NB, 5° 58' 42" OL | 0957/WN203 | Upload foto |
| Woonhuis, basis | 1850-1940                                                                                          |               | Voorstad St. Jacob         | 51° 11' 28" NB, 5° 58' 42" OL | 0957/WN204 | Upload foto |
| Herenhuis | 1850-1940                                                                                          |               | Voorstad St. Jacob         | 51° 11' 28" NB, 5° 58' 42" OL | 0957/WN205 | Upload foto |
| Woonhuis, dakkapel | 1850-1940                                                                                          |               | Voorstad St. Jacob         | 51° 11' 28" NB, 5° 58' 42" OL | 0957/WN206 | Upload foto |
| Herenhuis met inrijpoort, versierde dakrand                                                                                 | 1850-1940                                                                                          |               | Voorstad St. Jacob         | 51° 11' 28" NB, 5° 58' 42" OL | 0957/WN207 | Upload foto |
| Eetcafé Faubourg St. Jacques                                                                                                | Voor 1850                                                                                          |               | Voorstad St. Jacob         | 51° 11' 28" NB, 5° 58' 42" OL | 0957/WN208 | Eetcafé Faubourg St. Jacques                                                                                               |
| Oude langgevel boerderij | Voor 1850                                                                                          |               | Walbreukergraaf            | 51° 10' 50" NB, 5° 58' 54" OL | 0957/WN209 | Upload foto |
| Woonhuis: Venlosepoort 8, 10                                                                                                | voor 1850: pui 1850-1940 (1920- 1940)                                                              |               | Wilhelminaplein            | 51° 11' 49" NB, 5° 59' 36" OL | 0957/WN210 | Upload foto |
| Woonhuis, theehuis, tuinmuur, voormalig woonhuis atelier J. Nicolas                                                         | 1800-1850                                                                                          |               | Wilhelminasingel           | 51° 11' 53" NB, 5° 59' 19" OL | 0957/WN211 | Upload foto |
| Interpolis toren | na 1945                                                                                            |               | Wilhelminasingel           | 51° 11' 53" NB, 5° 59' 19" OL | 0957/WN212 | Upload foto |
| Woonhuis | 1850-1940 (1850- 1900)                                                                             |               | Willem II Singel           | 51° 11' 26" NB, 5° 59' 30" OL | 0957/WN213 | Upload foto |
| Woonhuis/bedrijfspand | 1850-1940                                                                                          |               | Willem II Singel           | 51° 11' 26" NB, 5° 59' 30" OL | 0957/WN214 | Upload foto |
| Woonhuis | ca. 1890                                                                                           |               | Willem II Singel           | 51° 11' 26" NB, 5° 59' 30" OL | 0957/WN215 | Upload foto |
| Woonhuis met versierde lijstgevel en gootklossen met balkon                                                                 | ca. 1890                                                                                           |               | Willem II Singel           | 51° 11' 26" NB, 5° 59' 30" OL | 0957/WN216 | Upload foto |
| Woonhuis met opvallende deur- en raamomlijstingen                                                                           | ca. 1890                                                                                           |               | Willem II Singel           | 51° 11' 26" NB, 5° 59' 30" OL | 0957/WN217 | Upload foto |
| Woonhuis met opvallende deur- en raamomlijstingen                                                                           | ca. 1890                                                                                           |               | Willem II Singel           | 51° 11' 26" NB, 5° 59' 30" OL | 0957/WN218 | Upload foto |
| Woonhuis met opvallende deur- en raamomlijstingen                                                                           | ca. 1890                                                                                           |               | Willem II Singel           | 51° 11' 26" NB, 5° 59' 30" OL | 0957/WN219 | Upload foto |
| Woonhuis | 1850-1940 (1850- 1900): volume op kadastrale minuut                                                |               | Zwartbroekstraat           | 51° 11' 25" NB, 5° 59' 15" OL | 0957/WN220 | Upload foto |
| Woonhuis/bedrijfspand | 1850-1940 (1850- 1900)                                                                             |               | Zwartbroekstraat           | 51° 11' 25" NB, 5° 59' 15" OL | 0957/WN221 | Upload foto |
| Woonhuis/bedrijfspand | 1850-1940 (1880- 1910)                                                                             |               | Zwartbroekstraat           | 51° 11' 25" NB, 5° 59' 15" OL | 0957/WN222 | Upload foto |

## Swalmen
De plaats Swalmen kent 15 gemeentelijke monumenten:
| Object                            | Bouwjaar         | Architect | Locatie        | Coördinaten                  | Nr.        | Afbeelding            |
| --------------------------------- | ---------------- | --------- | -------------- | ---------------------------- | ---------- | --------------------- |
| Voormalige boerderij              | Voor 1850        |           | Beekstraat     | 51° 13' 43" NB, 6° 1' 49" OL | 0957/WN223 | Upload foto           |
| Calvarieberg en oorlogsmonumenten |                  |           | Bosstraat      | 51° 14' 6" NB, 6° 3' 42" OL  | 0957/WN224 | Upload foto           |
| Bunkers                           |                  |           | Bosstraat      | 51° 14' 6" NB, 6° 3' 42" OL  | 0957/WN225 | Upload foto           |
| Theehuis                          |                  |           | Brugstraat     | 51° 13' 50" NB, 6° 2' 10" OL | 0957/WN226 | Theehuis              |
| Keermuur oude kerkhof             |                  |           | Brugstraat     | 51° 13' 50" NB, 6° 2' 11" OL | 0957/WN227 | Upload foto           |
| Boerderij Sagershof               | Voor 1850        |           | Heide          | 51° 14' 33" NB, 6° 2' 50" OL | 0957/WN228 | Boerderij Sagershof   |
| Landweer - Wolfsgraaf             |                  |           | Heydweg        | 51° 14' 27" NB, 6° 3' 18" OL | 0957/WN229 | Landweer - Wolfsgraaf |
| Vml. Waterpomp                    |                  |           | Meestersweg    | 51° 13' 32" NB, 6° 2' 8" OL  | 0957/WN230 | Upload foto           |
| Voormalige watermolen Meulehoes   | 1786             |           | Molenstraat    | 51° 13' 50" NB, 6° 2' 3" OL  | 0957/WN231 | Meer afbeeldingen     |
| IJskelders                        | begin 18de eeuw? |           | Riet           | 51° 13' 13" NB, 6° 2' 28" OL | 0957/WN232 | Upload foto           |
| Herberg De Zwaan                  | 1850-1940        |           | Rijksweg Zuid  | 51° 13' 24" NB, 6° 1' 38" OL | 0957/WN233 | Herberg De Zwaan      |
| Slijterij                         | 1850-1940        |           | Rijksweg Zuid  | 51° 13' 24" NB, 6° 1' 38" OL | 0957/WN234 | Slijterij             |
| Station Swalmen                   | 1863             |           | Stationsstraat | 51° 14' 6" NB, 6° 1' 57" OL  | 0957/WN235 | Meer afbeeldingen     |
| Woonhuis                          | 1850-1900        |           | Stationsstraat | 51° 14' 6" NB, 6° 1' 57" OL  | 0957/WN236 | Upload foto           |
| Landweer - Wolfsgraaf             |                  |           | Veestraat      | 51° 14' 36" NB, 6° 3' 21" OL | 0957/WN237 | Upload foto           |

## Wieler en Einde
De plaats Wieler en Einde kent 5 gemeentelijke monumenten:
| Object               | Bouwjaar                    | Architect | Locatie        | Coördinaten                  | Nr.        | Afbeelding           |
| -------------------- | --------------------------- | --------- | -------------- | ---------------------------- | ---------- | -------------------- |
| Boerderij            | Voor 1850                   |           | Middelhoven 6  | 51° 14' 7" NB, 6° 1' 42" OL  | 0957/WN238 | Upload foto          |
| Boerderij            | Voor 1850                   |           | Middelhoven 13 | 51° 14' 7" NB, 6° 1' 42" OL  | 0957/WN239 | Boerderij            |
| Boerderij            | Voor 1850                   |           | Middelhoven 15 | 51° 14' 7" NB, 6° 1' 42" OL  | 0957/WN240 | Boerderij            |
| Boerderij - Swalmhof | Voor 1850                   |           | Wieler 1       | 51° 14' 8" NB, 6° 1' 35" OL  | 0957/WN241 | Boerderij - Swalmhof |
| Bakhuis              | Voor 1850; restauratie 1994 |           | Wieler bij 28  | 51° 14' 25" NB, 6° 1' 22" OL | 0957/WN242 | Upload foto          |